# Équipe de France de rugby à XV en 2019

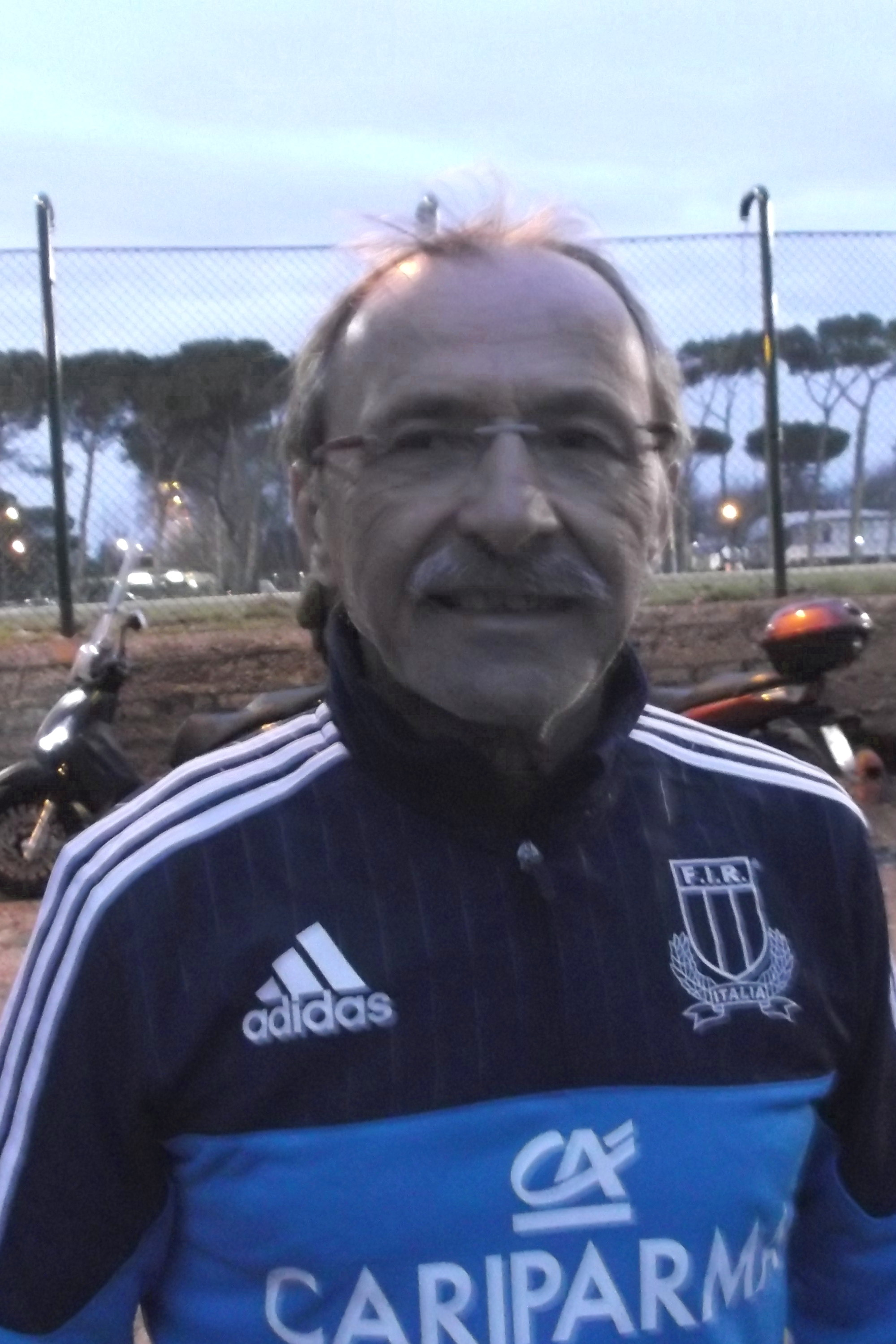
Jacques Brunel, sélectionneur du XV de France en 2019.

L'équipe de France de rugby à XV, en 2019, dispute le Tournoi des Six Nations, trois matchs de préparation durant l'été et quatre matchs de la Coupe du monde au Japon. Jacques Brunel est, pour la deuxième année, sélectionneur du XV de France qui obtient une 4e place dans le Tournoi et atteint les quarts de finale de la Coupe du monde. À partir de la préparation à la Coupe du monde, le staff de l'équipe de France intègre Fabien Galthié comme sélectionneur adjoint, avant qu'il ne prennent la direction de l'équipe en janvier 2020.

## Déroulé

### Tournoi des Six Nations
L'équipe de France entame son année 2019 par le Tournoi des Six Nations après une fin d'année 2018 peu encourageante où les Bleus se sont inclinés pour la première fois de leur histoire face aux Fidji. Lors de la première journée, l'équipe de France est battue par le pays de Galles à domicile (19-24) après avoir mené 16-0 à la mi-temps. Lors de la deuxième journée, les Bleus s'inclinent lourdement face à l'Angleterre à Twickenham dans un match à sens unique (44-8) où ils encaissent six essais. Les Bleus se rattrapent deux semaines plus tard face à l'Écosse (victoire 27 à 10) à Saint-Denis mais chutent de nouveaux face à l'Irlande (26-14) dans un match où ils n'ont existé que lors des cinq dernières minutes. Le succès étriqué contre l'Italie (25-14) lors du dernier match permet d'accrocher la quatrième place de la compétition. Ces résultats soulèvent une différence de niveau alarmante à quelques mois de la Coupe du monde et renforce la déception vis-à-vis du staff.

### Matchs de préparation à la Coupe du monde
En août 2019, en préparation à la Coupe du monde, les Bleus affrontent à deux reprises le XV du Chardon et une fois la Squadra Azzura, pour deux larges succès, face aux Écossais (32-3) et face aux Italiens (47-19) et une courte défaite en Écosse (17-14) .

### Coupe du monde
L'équipe de France participe pour la 9e fois à la Coupe du monde. Elle se retrouve dans la poule C, avec l'Angleterre, l'Argentine, les Tonga et les États-Unis et avait été placée dans le deuxième chapeau lors du tirage des poules. Avec la présence de trois des quart-de-finalistes de l'année précédente, cette poule est considérée comme la plus relevée de la compétition. Lors des phases de poules, la France bat tous ses adversaires au bout de matchs serrés face à l'Argentine (23-21) et aux Tonga (23-21) et avec plus d'aisance face aux États-Unis (33-9). En revanche, la rencontre face à l'Angleterre, censée se dérouler le 12 octobre, est annulée à cause du typhon Hagibis. En quart de finale, les Bleus s'inclinent face aux Gallois 20 à 19, malgré une bonne entame des Français, ceux-ci perdent le contrôle du match après avoir été réduits à 14 à la suite d'un carton rouge reçu par Sébastien Vahaamahina, pour avoir donné un coup de coude dans un maul au troisième ligne gallois Aaron Wainwright. 

## Tableau des matchs
| Date              | Lieu                                  | Adversaire     | Score   | Type                             | Équipe et marqueurs |
| ----------------- | ------------------------------------- | -------------- | ------- | -------------------------------- | --- |
| 1er février 2019  | Stade de France, Saint-Denis          | Pays de Galles | D 19-24 | Tournoi des Six Nations          | Maxime Médard - Damian Penaud, Wesley Fofana, Romain Ntamack, Yoann Huget - (o) Camille Lopez, (m) Morgan Parra - Louis Picamoles, Arthur Iturria, Wenceslas Lauret - Paul Willemse, Sébastien Vahaamahina - Uini Atonio, Guilhem Guirado , Jefferson Poirot 2 essais (Picamoles, Huget), 2 pénalités (Lopez x2), 1 drop (Lopez)                                        |
| 10 février 2019   | Twickenham Stadium, Londres           | Angleterre     | D 8-44  | Tournoi des Six Nations          | Yoann Huget - Damian Penaud, Mathieu Bastareaud, Geoffrey Doumayrou, Gaël Fickou - (o) Camille Lopez, (m) Morgan Parra - Louis Picamoles, Arthur Iturria, Yacouba Camara - Félix Lambey, Sébastien Vahaamahina - Demba Bamba, Guilhem Guirado , Jefferson Poirot 1 essai (Penaud), 1 pénalité (Parra)                                                                   |
| 23 février 2019   | Stade de France, Saint-Denis          | Écosse         | V 27-10 | Tournoi des Six Nations          | Thomas Ramos - Damian Penaud, Mathieu Bastareaud, Gaël Fickou, Yoann Huget - (o) Romain Ntamack, (m) Antoine Dupont - Louis Picamoles, Arthur Iturria, Wenceslas Lauret - Félix Lambey, Sébastien Vahaamahina - Demba Bamba, Guilhem Guirado , Jefferson Poirot 4 essais (Ntamack, Huget, Alldritt x2), 2 transformations (Ramos, Serin), 1 pénalité (Ramos)            |
| 10 mars 2019      | Aviva Stadium, Dublin                 | Irlande        | D 14-26 | Tournoi des Six Nations          | Thomas Ramos - Damian Penaud, Mathieu Bastareaud, Gaël Fickou, Yoann Huget - (o) Romain Ntamack, (m) Antoine Dupont - Louis Picamoles, Arthur Iturria, Wenceslas Lauret - Sébastien Vahaamahina, Félix Lambey - Demba Bamba, Guilhem Guirado , Jefferson Poirot 2 essais (Huget, Chat), 2 transformations (Serin x2)                                                    |
| 16 mars 2019      | Stadio Olimpico, Rome                 | Italie         | V 25-14 | Tournoi des Six Nations          | Maxime Médard - Damian Penaud, Mathieu Bastareaud, Geoffrey Doumayrou, Yoann Huget - (o) Romain Ntamack, (m) Antoine Dupont - Louis Picamoles, Yacouba Camara, Grégory Alldritt - Paul Willemse, Félix Lambey - Demba Bamba, Guilhem Guirado , Étienne Falgoux 3 essais (Dupont, Huget, Penaud), 2 transformations (Ntamack x2), 1 pénalité (Ntamack), 1 drop (Ntamack) |
| 17 août 2019      | Allianz Riviera, Nice                 | Écosse         | V 32-3  | Test match                       | Maxime Médard - Damian Penaud, Gaël Fickou, Wesley Fofana, Alivereti Raka - (o) Camille Lopez, (m) Antoine Dupont - Grégory Alldritt, Charles Ollivon, François Cros - Sébastien Vahaamahina, Paul Gabrillagues - Rabah Slimani, Camille Chat, Jefferson Poirot 5 essais (Raka, Médard x2, Alldritt, Dupont), 2 transformations (Lopez x2), 1 pénalité (Lopez)          |
| 24 août 2019      | Murrayfield Stadium, Édimbourg        | Écosse         | D 14-17 | Test match                       | Thomas Ramos - Damian Penaud, Gaël Fickou, Sofiane Guitoune, Alivereti Raka - (o) Camille Lopez, (m) Antoine Dupont - Grégory Alldritt, Charles Ollivon, Arthur Iturria - Sébastien Vahaamahina, Félix Lambey - Rabah Slimani, Guilhem Guirado , Jefferson Poirot 2 essais (Penaud x2), 2 transformations (Ramos x2)                                                    |
| 30 août 2019      | Stade de France, Saint-Denis          | Italie         | V 47-19 | Test match                       | Maxime Médard - Yoann Huget, Sofiane Guitoune, Wesley Fofana, Gaël Fickou - (o) Romain Ntamack, (m) Antoine Dupont - Louis Picamoles, Yacouba Camara, Wenceslas Lauret - Romain Taofifénua, Arthur Iturria - Rabah Slimani, Camille Chat, Jefferson Poirot 6 essais (Huget, Chat, Dupont, Iturria, Lauret, Ramos), 5 transformations (Ntamack x5)                       |
| 21 septembre 2019 | Stade de Tokyo, Tokyo                 | Argentine      | V 23-21 | Coupe du monde (Poule C)         | Maxime Médard - Damian Penaud, Virimi Vakatawa, Gaël Fickou, Yoann Huget - (o) Romain Ntamack, (m) Antoine Dupont - Grégory Alldritt, Charles Ollivon, Wenceslas Lauret - Sébastien Vahaamahina, Arthur Iturria - Rabah Slimani, Guilhem Guirado , Jefferson Poirot 2 essais (Fickou, Dupont), 2 transformations (Ntamack x2), 2 pénalités (Ntamack x2), 1 drop (Lopez) |
| 2 octobre 2019    | Fukuoka Hakatanomori Stadium, Fukuoka | États-Unis     | V 33-9  | Coupe du monde (Poule C)         | Thomas Ramos - Alivereti Raka, Sofiane Guitoune, Gaël Fickou, Yoann Huget - (o) Camille Lopez, (m) Maxime Machenaud - Louis Picamoles , Yacouba Camara, Arthur Iturria - Paul Gabrillagues, Bernard Le Roux - Emerick Setiano, Camille Chat, Cyril Baille 5 essais (Huget, Raka, Fickou, Serin, Poirot), 4 transformations (Ramos, Lopez x3)                            |
| 6 octobre 2019    | Stade de Kumamoto, Kumamoto           | Tonga          | V 23-21 | Coupe du monde (Poule C)         | Maxime Médard - Damian Penaud, Virimi Vakatawa, Sofiane Guitoune, Alivereti Raka - (o) Romain Ntamack, (m) Baptiste Serin - Grégory Alldritt, Charles Ollivon, Wenceslas Lauret - Sébastien Vahaamahina, Paul Gabrillagues - Rabah Slimani, Camille Chat, Jefferson Poirot 2 essais (Vakatawa, Raka), 2 transformations (Ntamack x2), 3 pénalités (Ntamack x3)          |
| 20 octobre 2019   | Stade d'Oita, Ōita                    | Pays de Galles | D 19-20 | Coupe du monde (Quart de finale) | Maxime Médard - Damian Penaud, Virimi Vakatawa, Gaël Fickou, Yoann Huget - (o) Romain Ntamack, (m) Antoine Dupont - Grégory Alldritt, Charles Ollivon, Wenceslas Lauret - Sébastien Vahaamahina, Bernard Le Roux - Rabah Slimani, Guilhem Guirado , Jefferson Poirot 3 essais (Vahaamahina, Ollivon, Vakatawa), 2 transformations (Ntamack x2)                          |

## Joueurs
Tout au long de cette année, le staff de l'équipe de France a utilisé 47 joueurs venant de 9 clubs de Top 14 différents. Le Stade toulousain est le premier fournisseur des Bleus avec 11 joueurs sélectionnés devant Clermont et ses 9 joueurs sélectionnés. Le joueur le plus sélectionné cette année est l'ouvreur Romain Ntamack, titularisé à 8 reprises, dont une fois au centre, et remplaçant 4 fois, il a donc participé à l'ensemble des matchs du XV de France cette année-là.
| Joueurs               | Club 2018-2019        | Club 2019-2020        | Pos.             | Sél. (Cap.) | Pts. | Ess. | Tr. | Pén. | Dp. |
| --------------------- | --------------------- | --------------------- | ---------------- | ----------- | ---- | ---- | --- | ---- | --- |
| Dorian Aldegheri      | Stade toulousain      | Stade toulousain      | Pilier           | 4           | -    | -    | -   | -    | -   |
| Grégory Alldritt      | Stade rochelais       | Stade rochelais       | 3e ligne         | 11          | 15   | 3    | -   | -    | -   |
| Uini Atonio           | Stade rochelais       | Stade rochelais       | Pilier           | 1           | -    | -    | -   | -    | -   |
| Cyril Baille          | Stade toulousain      | Stade toulousain      | Pilier           | 6           | -    | -    | -   | -    | -   |
| Demba Bamba           | Lyon OU               | Lyon OU               | Pilier           | 7           | -    | -    | -   | -    | -   |
| Pierre-Louis Barassi  | Lyon OU               | Lyon OU               | Centre           | 1           | -    | -    | -   | -    | -   |
| Mathieu Bastareaud    | RC Toulon             | Lyon OU • RU New York | Centre           | 4           | -    | -    | -   | -    | -   |
| Anthony Belleau       | RC Toulon             | RC Toulon             | Demi d'ouverture | 2           | -    | -    | -   | -    | -   |
| Pierre Bourgarit      | Stade rochelais       | Stade rochelais       | Talonneur        | 1           | -    | -    | -   | -    | -   |
| Yacouba Camara        | Montpellier HR        | Montpellier HR        | 3e ligne         | 6           | -    | -    | -   | -    | -   |
| Camille Chat          | Racing 92             | Racing 92             | Talonneur        | 10          | 10   | 2    | -   | -    | -   |
| François Cros         | Stade toulousain      | Stade toulousain      | 3e ligne         | 2           | -    | -    | -   | -    | -   |
| Geoffrey Doumayrou    | Stade rochelais       | Stade rochelais       | Centre           | 3           | -    | -    | -   | -    | -   |
| Antoine Dupont        | Stade toulousain      | Stade toulousain      | Demi de mêlée    | 10          | 20   | 4    | -   | -    | -   |
| Étienne Falgoux       | ASM Clermont          | ASM Clermont          | Pilier           | 3           | -    | -    | -   | -    | -   |
| Gaël Fickou           | Stade français        | Stade français        | Centre           | 10          | 10   | 2    | -   | -    | -   |
| Wesley Fofana         | ASM Clermont          | ASM Clermont          | Centre           | 3           | -    | -    | -   | -    | -   |
| Paul Gabrillagues     | Stade français        | Stade français        | 2e ligne         | 5           | -    | -    | -   | -    | -   |
| Guilhem Guirado       | RC Toulon             | Montpellier HR        | Talonneur        | 11 (8)      | -    | -    | -   | -    | -   |
| Sofiane Guitoune      | Stade toulousain      | Stade toulousain      | Centre           | 4           | -    | -    | -   | -    | -   |
| Yoann Huget           | Stade toulousain      | Stade toulousain      | Ailier           | 9           | 30   | 6    | -   | -    | -   |
| Arthur Iturria        | ASM Clermont          | ASM Clermont          | 2e ligne         | 9           | 5    | 1    | -   | -    | -   |
| Félix Lambey          | Lyon OU               | Lyon OU               | 2e ligne         | 8           | -    | -    | -   | -    | -   |
| Wenceslas Lauret      | Racing 92             | Racing 92             | 3e ligne         | 7           | 5    | 1    | -   | -    | -   |
| Bernard Le Roux       | Racing 92             | Racing 92             | 2e ligne         | 4           | -    | -    | -   | -    | -   |
| Camille Lopez         | ASM Clermont          | ASM Clermont          | Demi d'ouverture | 9           | 25   | 0    | 5   | 3    | 2   |
| Maxime Machenaud      | Racing 92             | Racing 92             | Demi de mêlée    | 2           | -    | -    | -   | -    | -   |
| Julien Marchand       | Stade toulousain      | Stade toulousain      | Talonneur        | 1           | -    | -    | -   | -    | -   |
| Peato Mauvaka         | Stade toulousain      | Stade toulousain      | Talonneur        | 1           | -    | -    | -   | -    | -   |
| Maxime Médard         | Stade toulousain      | Stade toulousain      | Arrière          | 11          | 10   | 2    | -   | -    | -   |
| Romain Ntamack        | Stade toulousain      | Stade toulousain      | Demi d'ouverture | 12          | 52   | 1    | 13  | 6    | 1   |
| Charles Ollivon       | RC Toulon             | RC Toulon             | 3e ligne         | 5           | 5    | 1    | -   | -    | -   |
| Morgan Parra          | ASM Clermont          | ASM Clermont          | Demi de mêlée    | 2           | 3    | -    | -   | 1    | -   |
| Damian Penaud         | ASM Clermont          | ASM Clermont          | Ailier           | 10          | 20   | 4    | -   | -    | -   |
| Louis Picamoles       | Montpellier HR        | Montpellier HR        | 3e ligne         | 10 (1)      | 5    | 1    | -   | -    | -   |
| Jefferson Poirot      | Union Bordeaux Bègles | Union Bordeaux Bègles | Pilier           | 11 (3)      | 5    | 1    | -   | -    | -   |
| Dany Priso            | Stade rochelais       | Stade rochelais       | Pilier           | 4           | -    | -    | -   | -    | -   |
| Alivereti Raka        | ASM Clermont          | ASM Clermont          | Ailier           | 4           | 15   | 3    | -   | -    | -   |
| Thomas Ramos          | Stade toulousain      | Stade toulousain      | Arrière          | 9           | 16   | 1    | 4   | 1    | -   |
| Vincent Rattez        | Stade rochelais       | Stade rochelais       | Ailier           | 1           | -    | -    | -   | -    | -   |
| Baptiste Serin        | Union Bordeaux Bègles | RC Toulon             | Demi de mêlée    | 10          | 11   | 1    | 3   | -    | -   |
| Emerick Setiano       | RC Toulon             | RC Toulon             | Pilier           | 6           | -    | -    | -   | -    | -   |
| Rabah Slimani         | ASM Clermont          | ASM Clermont          | Pilier           | 7           | -    | -    | -   | -    | -   |
| Romain Taofifénua     | RC Toulon             | RC Toulon             | 2e ligne         | 2           | -    | -    | -   | -    | -   |
| Sébastien Vahaamahina | ASM Clermont          | ASM Clermont          | 2e ligne         | 10          | 5    | 1    | -   | -    | -   |
| Virimi Vakatawa       | Racing 92             | Racing 92             | Centre           | 4           | 10   | 2    | -   | -    | -   |
| Paul Willemse         | Montpellier HR        | Montpellier HR        | 2e ligne         | 5           | -    | -    | -   | -    | -   |

## Capitaines
Le talonneur Guilhem Guirado est le capitaine officiel du XV de France durant cette année, mais il laisse le brassard à d'autres joueurs à quatre reprises, notamment durant la Coupe du monde et les matchs de préparation qui ont nécessité des rotations dans l'effectif. Ainsi le pilier Jefferson Poirot   a obtenu 3 capitanats, lors des premier et troisième matchs de préparation face à l'Écosse et l'Italie et face aux Tonga lors de la Coupe du monde. Face aux États-Unis, c'est le troisième ligne centre Louis Picamoles qui assure le rôle de capitaine.

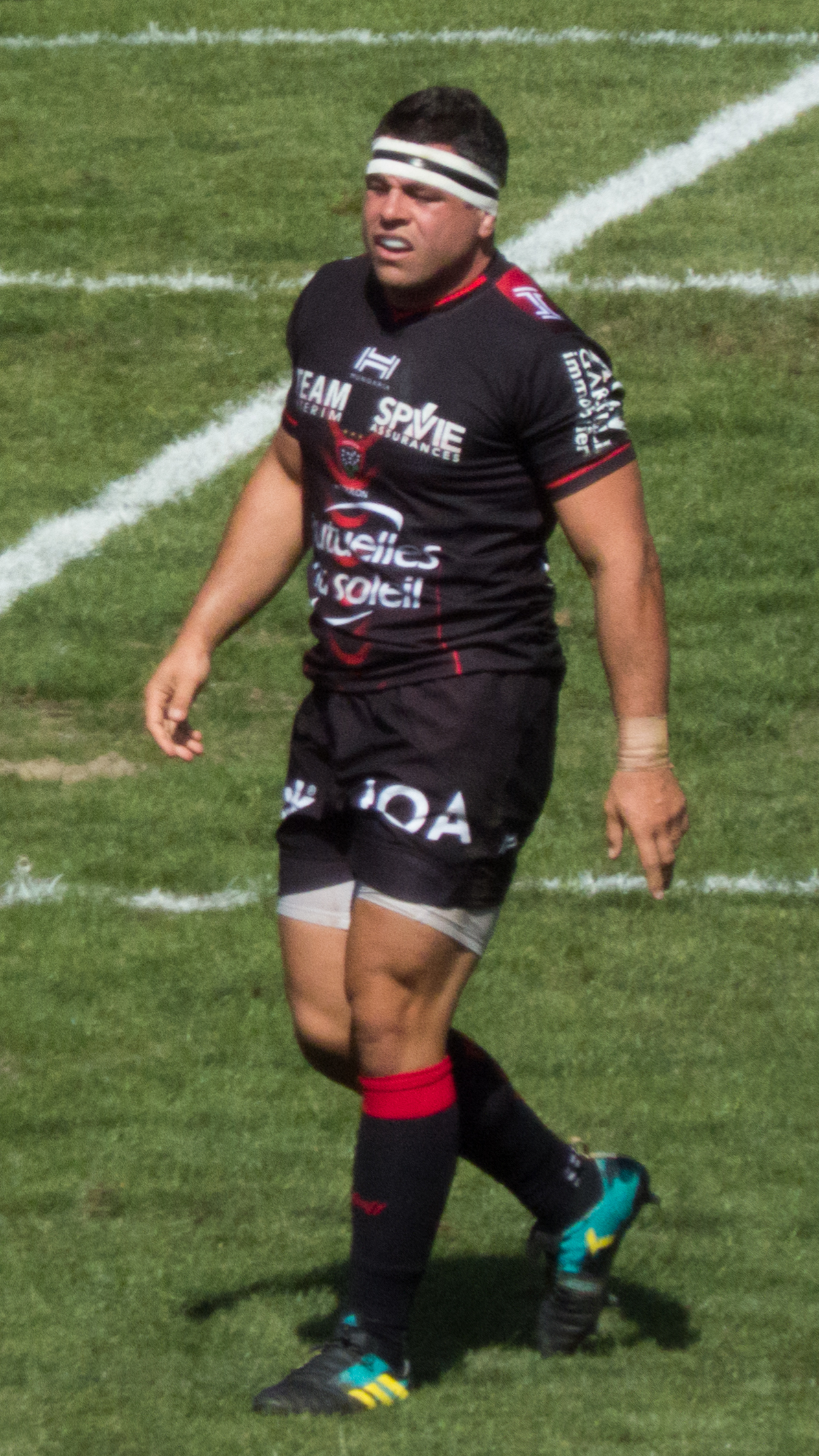
Guilhem Guirado, principal capitaine des Bleus durant cette année (ici en 2018).
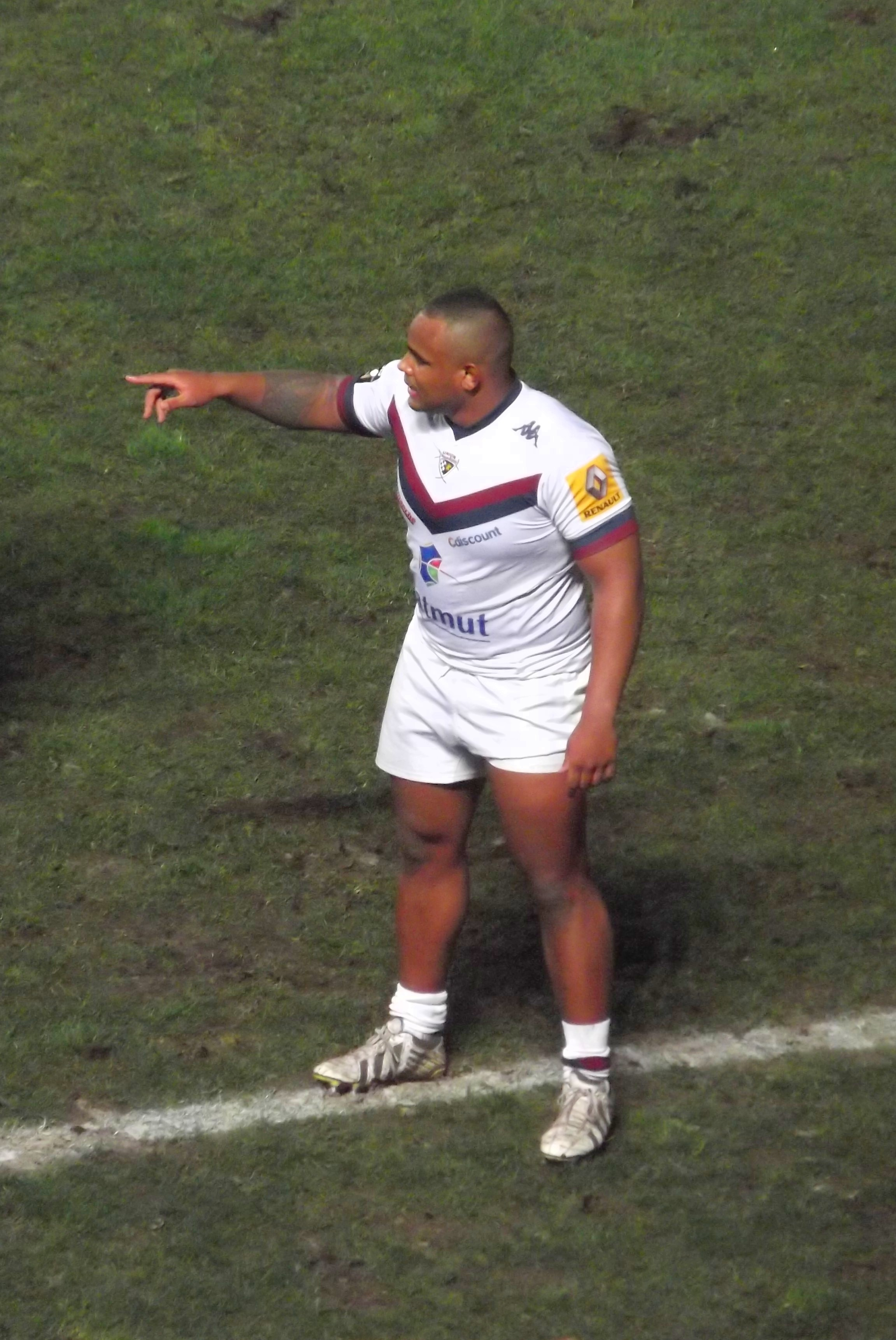
Jefferson Poirot, capitaine à trois reprises (ici en 2014).
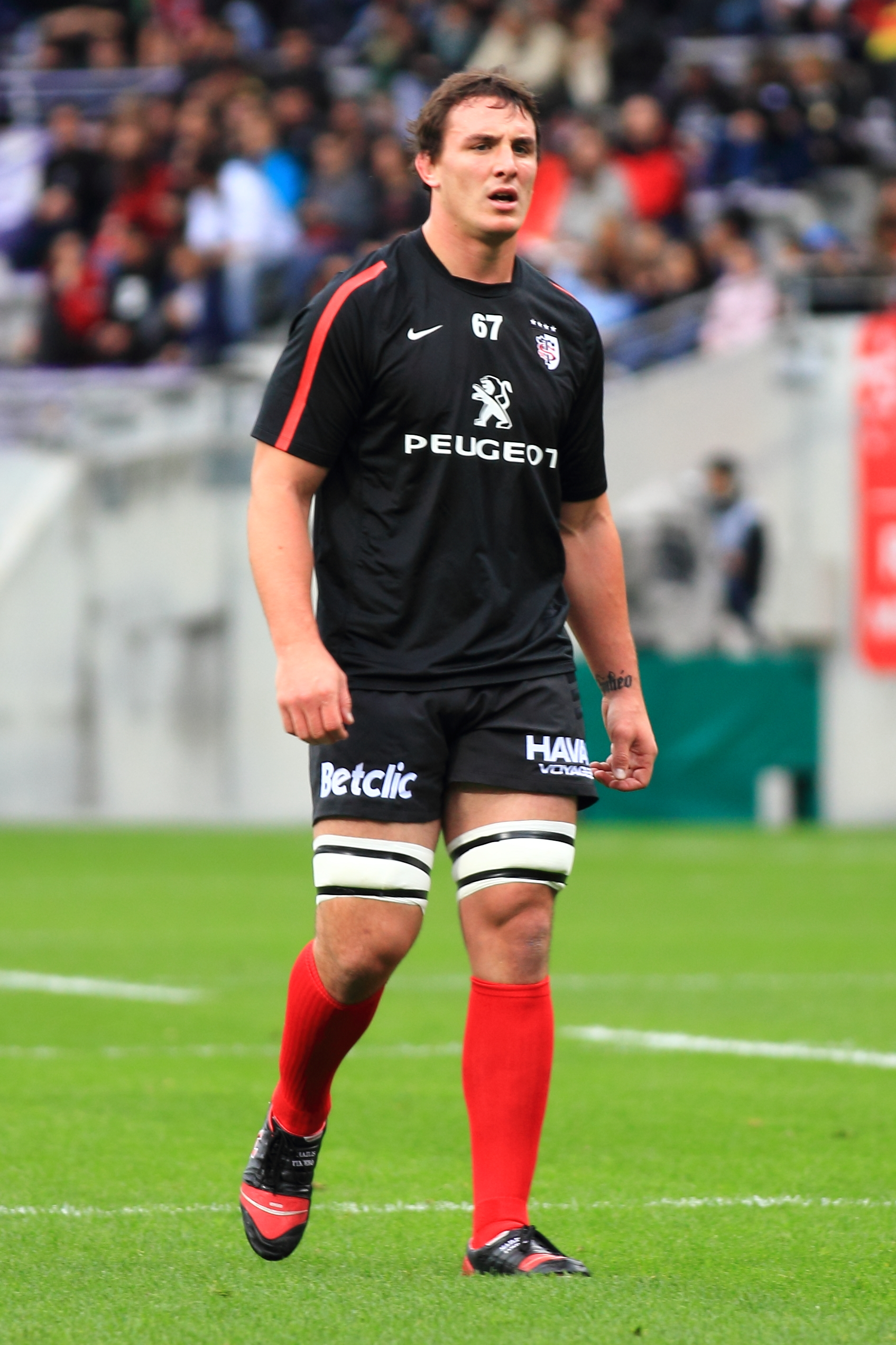
Louis Picamoles, capitaine des Bleus face aux États-Unis (ici en 2011).

## Statistiques
Au total, le XV de France a inscrit 37 essais durant cette année et un total de 284 points.

### Meilleurs réalisateurs
C'est le jeune ouvreur Romain Ntamack qui est le joueur qui inscrit le plus de points en équipe de France lors de sa première année sous le maillot bleu. Le deuxième meilleur réalisateur est aussi le meilleur marqueur d'essais, Yoann Huget, avec 6 essais, Camille Lopez le suit avec 25 points, dont notamment deux drops.
| Rang | Joueur           | Poste            | Points | Essais | Transf. | Pén. | Drops |
| ---- | ---------------- | ---------------- | ------ | ------ | ------- | ---- | ----- |
| 1    | Romain Ntamack   | Demi d'ouverture | 52     | 1      | 13      | 6    | 1     |
| 2    | Yoann Huget      | Ailier           | 30     | 6      | 0       | 0    | 0     |
| 3    | Camille Lopez    | Demi d'ouverture | 25     | 0      | 5       | 3    | 2     |
| 4    | Antoine Dupont   | Demi de mêlée    | 20     | 4      | 0       | 0    | 0     |
| -    | Damian Penaud    | Ailier           | 20     | 4      | 0       | 0    | 0     |
| 6    | Thomas Ramos     | Arrière          | 16     | 1      | 4       | 1    | 0     |
| 7    | Alivereti Raka   | Ailier           | 15     | 3      | 0       | 0    | 0     |
| -    | Grégory Alldritt | Troisième ligne  | 15     | 3      | 0       | 0    | 0     |
| 9    | Baptiste Serin   | Demi de mêlée    | 11     | 1      | 3       | 0    | 0     |

### Meilleurs marqueurs

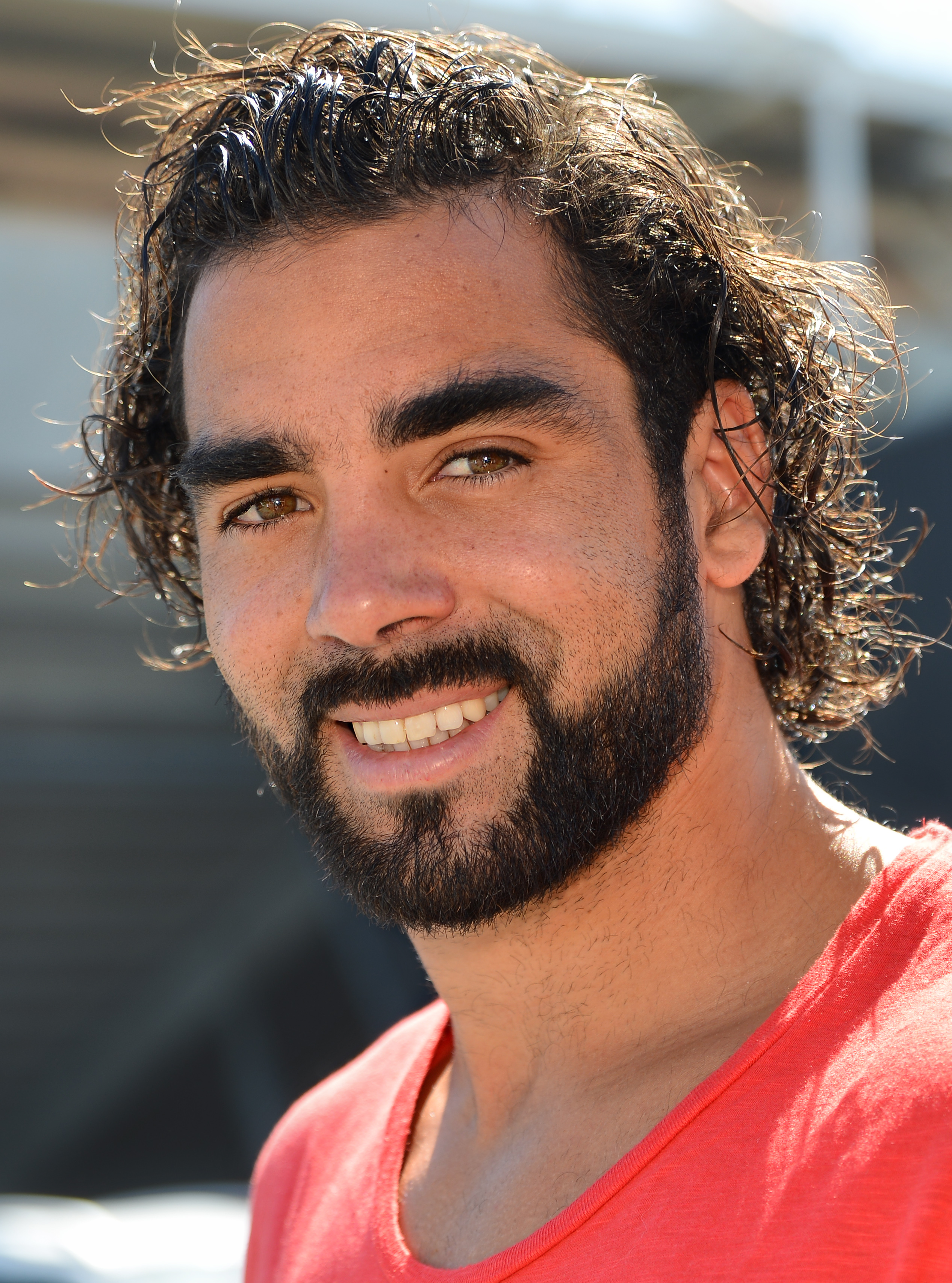
Yoann Huget, meilleur marqueur des Bleus en 2019. (ici en 2016)

L'ailier Yoann Huget est le meilleur marqueur des Bleus durant cette année avec 6 réalisations, puis viennent le demi de mêlée Antoine Dupont et l'ailier Damian Penaud. 
| Rang | Joueur           | Poste           | Essais |
| ---- | ---------------- | --------------- | ------ |
| 1    | Yoann Huget      | Ailier          | 6      |
| 2    | Antoine Dupont   | Demi de mêlée   | 4      |
| -    | Damian Penaud    | Ailier          | 4      |
| 4    | Alivereti Raka   | Ailier          | 3      |
| -    | Grégory Alldritt | Troisième ligne | 3      |
| 6    | Virimi Vakatawa  | Centre          | 2      |
| -    | Camille Chat     | Talonneur       | 2      |
| -    | Maxime Médard    | Demi de mêlée   | 2      |
| -    | Gaël Fickou      | Centre          | 2      |